# Сарнавский, Александр Викторович
Александр Викторович Сарнавский (род. 17 января 1989 года, Горьковское, Северо-Казахстанская область, КССР, СССР) — профессиональный самбист, боец смешанного стиля из России, действующий боец AMC Fight Nights, выступающий в лёгкой весовой категории. Ранее дрался в промоушенах Bellator, ACA, M-1 Global, ProFc, а также в соревнований под эгидой других организаций. На май 2012 года провёл 20 профессиональных боёв, одержав победу в каждом из них, что позволило ему находиться в верхней части рейтинга легковесов СНГ сайта mixfight.ru.
В настоящий момент является чемпионом AMC Fight Nights в лёгком весе. В титульном поединке победил Магомеда Сулумова, удушающим приёмом в третьем раунде.

## Биография
Александр Сарнавский родился в 1989 году в селе Горьковское на севера Казахстана. В 1998 году переехал с семьей в Омск, где и началась его спортивная карьера. Первой дисциплиной стал кикбоксинг, которым Александр занимался на протяжении 2 лет в клубе «Локомотив» и достиг успехов на региональных турнирах. Позже начал заниматься панкратионом, и переключился на рукопашный бой и боевое самбо в школе боевых искусств «Сатурн-Профи». В возрасте 18 лет состоялся профессиональный дебют бойца, когда Сарнавский решил попробовать свои силы в смешанных единоборствах. На этот шаг был вдохновлён примером своего тренера Александра Шлеменко.

## Карьера в смешанных единоборствах

### M-1 Global
Чуть более чем за год выступления в профессионалах, заработал рекорд 8-0 (3 сабмишена, 4 нокаута), и обратил на себя внимание организации M-1 Global, с которой заключил контракт, для участия в отборочном турнире. В первом бою его соперником стал Максим Купцов. В середине первого раунда Сарнавский поймал оппонента в «треугольник» и начал наносить удары сзади. Вскоре впоймал соперника на удушающий прием, что вынудило Купцова сдаться.
В следующем бою Александр сразился с Кареном Григоряном и одержал победу решением судей, что позволило выйти в финал турнира.
После победы над Григоряном Sherdog поместил его на первое место в рейтинге проспектов из Европы. В это же время Сарнавский должен был встретиться с Артемом Дамковским на Восточноевропейском финале M-1. Однако позже Александр выбыл с боя, и Дамковский встретился в финале с Арсеном Убайдулаевым.

### Bellator
После победы в 20 поединках из 20, заключил контракт с американской организацией Bellator 19 июня 2012 года.
Александр стал участником гран-при легковесов седьмого сезона Bellator. В 1/8 финала 19 октября 2012 года, на турнире Bellator 77 встретился с Ричем Клименти. Бой дошёл до судейских записок и Александр потерпел первое поражение в профессиональной карьере (29–28, 28–29, 30–26). В следующем бою Сарнавский победил Тони Хэрви 30 ноября 2012 года на турнире Bellator 82 единогласным решением (30–27, 30–27, 30–27).
В 2013 году Сарнавский стал участником очередного гран-при легковесов 8 сезона Bellator, где 31 января 2013 года на Bellator 87 он встретился с бразильским кикбоксером Тиаго Мичел Перейра Сильва и одержал победу сабмишеном во втором раунде.. В следующем поединке Александр должен был встретиться с Дэвидом Рикелсом. Однако соперник сломал руку в ходе первого боя и вынужден был сняться с боя.
27 сентября 2013 года Александр встретился с Маркус Дэвис на турнире Bellator 101 в четвертьфинале турнира девятого сезона Bellator. После того как он отправил Дэвиса на настил ударом, он сел ему на спину и в итоге выиграл сабмишеном уже в первом раунде. В полуфинале гран-при Сарнавский встретился с Рикардо Тирлони и снова задушил соперника в первом раунде. Однако проиграл в финале турнира Уиллу Бруксоу единогласным решением.
После почти годового отсутствия в клетке, Сарнавский должен был встретиться с Джоном Гандерсоном 10 октября 2014 года на турнире Bellator 128. Однако Гандерсон снялся с боя и объявил о завершении карьеры в MMA.  И в итоге Сарнавский встретился с новичком промоушена Дакота Кокрейн, которого победил сабмишеном в перовм раунде.
После завершения карьеры в Bellator Сарнавский успел провести несколько боёв в AMC Fight Nights с Мурадом Мачаевым и Дмитрием Бикревым 29 апреля 2016 года на Fight Nights Global 46, проиграв первому решением и задушив второго.

### Absolute Championship Berkut
В 2016 году Александр заключил контракт с промоушеном Absolute Championship Berkut, где в первом бою встретился с Устармагомедом Гаджиудаевым на турнире ACB 45 и проиграл бой нокаутом во втором раунде. Следующим соперниокм Александра в ACB стал Рамазан Эсенбаев, которого он нокаутировал во втором раунде на турнире ACB 50.
На турнире ACB 80 Сарнавский встретился с Шамилем Никаевым. Он проиграл поединок раздельным решением судей.
Оправившись от поражения, Сарнавский нокаутировал Хердесона Батисту 10 ноября 2018 года на ACB 90.
Проведя 6 боёв в организации Александр дошёл до титульного боя за звание чемпиона организации в лёгкой весовой категории и на турнире ACA 111: Сарнавский vs. Абдулвахабов проиграл дейтсвующему чемпиону Абдул-Азизу Абдулвахабову единогласным решением, сломав руку во время поединка.
В своем первом бою после восстановления от травмы и поражения в титульном поединке, Александр встретился с Артёмом Дамковским на турнире ACA 118 26 февраля 2021 года, с которым должен был подраться ещё 10 лет назад, в 2011 году в финале чемпионата Восточной Европы в М-1. Александр одержал уверенную победу в этом бою и задушил противника в первом раунде.

### После ACA
После завершения контракта с ACA Александр заключил контракт с организацией Fight Nights, где уже выступал раннее. Уже в первом бою 23 февраля 2024 подрался за титул организации в легком весе с Магомедом Сулумовым на турнире AMC Fight Nights 123. Несмотря на полученный урон в первом раунде, Сарнавский смог вернуться и выиграть бой удущающим приёмом в третьем раунде.. Этот титул стал первым для Александра за более чем 15 лет профессиональной карьеры.

## Статистика в профессиональном ММА
| Боёв 50  | Побед 41 | Поражений 9 |
| -------- | -------- | ----------- |
| Нокаутом | 12       | 1           |
| Сдачей   | 21       | 2           |
| Решением | 8        | 6           |

| Результат | Рекорд | Соперник                 | Способ                                 | Турнир                                          | Дата             | Раунд | Время | Место                   | Примечание                                              |
| --------- | ------ | ------------------------ | -------------------------------------- | ----------------------------------------------- | ---------------- | ----- | ----- | ----------------------- | ------------------------------------------------------- |
| Поражение | 41-9   | Ахмед Алиев              | Единогласное решение                   | AMC Fight Nights 125                            | 18 октября 2024  | 5     | 5:00  | Сочи, Россия            | Утратил титул чемпиона AMC Fight Nights в лёгком весе.  |
| Победа    | 41-8   | Магомед Сулумов          | Самбишн (удушение сзади)               | AMC Fight Nights 123                            | 23 февраля 2024  | 3     | 4:32  | Москва, Россия          | Завоевал титул чемпиона AMC Fight Nights в лёгком весе. |
| Победа    | 40-8   | Хердесон Батиста         | Техническим нокаутом (удары)           | ACA 139: Вартанян - Илунга                      | 21 мая 2022      | 1     | 0:42  | Москва, Россия          |                                                         |
| Победа    | 39-8   | Рашид Магомедов          | Решением (раздельным)                  | ACA 129: Сарнавский - Магомедов                 | 24 сентября 2021 | 3     | 5:00  | Москва, Россия          |                                                         |
| Победа    | 38-8   | Артём Дамковский         | Удушение сзади                         | ACA 118: Абдулаев - Вагаев 2                    | 26 февраля 2021  | 1     | 4:55  | Москва, Россия          |                                                         |
| Поражение | 37-8   | Абдул-Азиз Абдулвахабов  | Единогласное решение                   | ACA 111                                         | 19 сентября 2020 | 5     | 5:00  | Москва, Россия          | Бой за звание чемпиона ACA в лёгком весе                |
| Победа    | 37-7   | Аурел Пиртея             | Нокаут (удар)                          | ACA 103                                         | 14 декабря 2019  | 3     | 0:39  | Санкт-Петербург, Россия |                                                         |
| Победа    | 36-7   | Хердесон Батиста         | Нокаут (удар коленом)                  | ACB 90                                          | 11 ноября 2018   | 1     | 2:11  | Москва, Россия          |                                                         |
| Поражение | 35-7   | Шамиль Никаев            | Раздельное решение                     | ACB 80 Burrell vs. Tumenov                      | 16 февраля 2018  | 3     | 5:00  | Краснодар, Россия       |                                                         |
| Поражение | 35-6   | Эдуард Вартанян          | Техническим Сабмишном (удушение сзади) | ACB 57 Yan vs. Magomedov                        | 15 апреля 2017   | 2     | 4:46  | Москва, Россия          |                                                         |
| Победа    | 35-5   | Рамазан Эсенбаев         | Техническим нокаутом (остановка углом) | ACB 50 Stormbringer                             | 18 декабря 2016  | 3     | 3:49  | Санкт-Петербург, Россия |                                                         |
| Поражение | 34-5   | Устармагомед Гаджидаудов | Нокаут (удар)                          | ACB 45                                          | 17 сентября 2016 | 2     | 4:19  | Санкт-Петербург, Россия |                                                         |
| Победа    | 34-4   | Жоржи Патину             | Единогласное решение                   | Abu Dhabi Warriors 4                            | 24 мая 2016      | 3     | 5:00  | Абу-Даби, ОАЭ           |                                                         |
| Победа    | 33-4   | Дмитрий Бикрев           | Сабмишном (удушение сзади)             | Fight Nights Global 46 - Mokhnatkin vs. Kudin   | 29 апреля 2016   | 2     | 0:00  | Москва, Россия          |                                                         |
| Поражение | 32-4   | Мурад Мачаев             | Единогласное решение                   | Fight Night 44                                  | 26 февраля 2016  | 3     | 5:00  | Москва, Россия          |                                                         |
| Победа    | 32-3   | Леандро Родригес Понтес  | Нокаут (удар)                          | FEFoMP - International Tournament in Pankration | 25 ноября 2015   | 1     | 0:58  | Владивосток, Россия     |                                                         |
| Победа    | 31-3   | Джесси Ронсон            | Единогласное решение                   | ADW - Abu Dhabi Warriors 3                      | 3 октября 2015   | 3     | 5:00  | Абу-Даби, ОАЭ           |                                                         |
| Поражение | 30-3   | Марцин Хельд             | Болевой прием (рычаг колена)           | Bellator 136                                    | 11 апреля 2015   | 3     | 1:11  | Ирвайн, США             |                                                         |
| Победа    | 30-2   | Артак Назарян            | Нокаут (удар коленом)                  | Union of Veterans Sport - Cup of Friendship     | 8 ноября 2014    | 1     | 4:09  | Новосибирск, Россия     |                                                         |
| Победа    | 29-2   | Дакота Кокрейн           | Удушающий приём (удушение сзади)       | Bellator 128                                    | 10 октября 2014  | 1     | 2:32  | Такервилл, США          | Бой в промежуточном весе до 160 фунтов                  |
| Победа    | 28-2   | Дрю Брокеншир            | Удушающий приём (удушение сзади)       | Пятый турнир «Плотформа S-70»                   | 9 августа 2014   | 2     | 4:08  | Сочи, Россия            |                                                         |
| Победа    | 27-2   | Юкинари Тамура           | Удушающий приём (удушение сзади)       | UFL – «Возрождение»                             | 24 мая 2014      | 3     | 4:54  | Екатеринбург, Россия    |                                                         |
| Победа    | 26-2   | Александр Бутенко        | Единогласное решение                   | «Кубок чемпионов»                               | 21 декабря 2013  | 3     | 5:00  | Новосибирск, Россия     |                                                         |
| Поражение | 25-2   | Уилл Брукс               | Единогласное решение                   | Bellator 109                                    | 22 ноября 2013   | 3     | 5:00  | Бетлехем, США           | Финал гран-при лёгкого веса                             |
| Победа    | 25-1   | Рикарду Тирлони          | Удушающий приём («треугольник»)        | Bellator 105                                    | 25 октября 2013  | 1     | 1:08  | Рио-Ранчо, США          | Полуфинал гран-при лёгкого веса                         |
| Победа    | 24-1   | Маркус Дэвис             | Удушающий приём (удушение сзади)       | Bellator 101                                    | 28 сентября 2013 | 1     | 1:40  | Портленд, США           | Четвертьфинал гран-при лёгкого веса                     |
| Победа    | 23-1   | Атхин Ханчанат           | Болевой приём (рычаг локтя)            | Кубок Мэра 2013                                 | 25 мая 2013      | 1     | 1:35  | Хабаровск, Россия       |                                                         |
| Победа    | 22-1   | Тиаго Мишёл              | Удушающий прием (удушение сзади)       | Bellator 87                                     | 31 января 2013   | 2     | 3:43  | Маунт-Плезант, США      | Четвертьфинал гран-при лёгкого веса                     |
| Победа    | 21-1   | Тони Херви               | Единогласное решение                   | Bellator 82                                     | 30 ноября 2012   | 3     | 5:00  | Маунт-Плезант, США      | Квалификация в гран-при лёгкого веса                    |
| Поражение | 20-1   | Рич Клементи             | Раздельное решение                     | Bellator 77                                     | 19 октября 2012  | 3     | 5:00  | Рединг, США             |                                                         |
| Победа    | 20-0   | Микель Бекерра           | Нокаут                                 | Кубок Мэра 2012                                 | 26 мая 2012      | 1     | 1:24  | Хабаровск, Россия       | Бой по правилам панкратиона                             |
| Победа    | 19-0   | Лен Бентли               | Удушающий приём («треугольник»)        | Фестиваль боевых искусств                       | 12 февраля 2012  | 1     | 1:50  | Омск, Россия            |                                                         |
| Победа    | 18-0   | Серхио Кортес            | Удушающий приём (удушение сзади)       | M-1 Challenge 30 - Zavurov vs. Enomoto 2        | 09 декабря 2011  | 1     | 1:46  | Коста-Меса, США         |                                                         |
| Победа    | 17-0   | Томас Дик                | Единогласное решение                   | Union Of Veterans Of Sport - Russia vs. Europe  | 19 ноября 2011   | 2     | 5:00  | Новосибирск, Россия     |                                                         |
| Победа    | 16-0   | Марсиу Сезар             | Удушающий прием                        | League S-70 — Russia vs. Brazil                 | 05 июля 2011     | 1     | 1:04  | Сочи, Россия            |                                                         |
| Победа    | 15-0   | Дуглас Эванс             | Удушающий прием                        | WAFC — Mayor’s Cup 2011                         | 07 мая 2011      | 1     | 2:40  | Хабаровск, Россия       |                                                         |
| Победа    | 14-0   | Бо Бэйкер                | Удушающий прием                        | M-1 Challenge 24                                | 25 марта 2011    | 2     | 2:32  | Норфолк, США            |                                                         |
| Победа    | 13-0   | Арсен Убайдулаев         | Удушающий прием                        | M-1 Challenge 22                                | 10 декабря 2010  | 1     | 0:43  | Москва, Россия          |                                                         |
| Победа    | 12-0   | Виктор Куку              | Нокаут                                 | M-1 Challenge 21                                | 28 октября 2010  | 1     | 0:14  | Санкт-Петербург, Россия |                                                         |
| Победа    | 11-0   | Алексей Ёршик            | Удушающий прием                        | WAFC — International Pankration Tournament 7    | 23 октября 2010  | 1     | 0:30  | Владивосток, Россия     |                                                         |
| Победа    | 10-0   | Карен Григорян           | Единогласное решение                   | M-1 Selection 2010 — Eastern Europe Round 3     | 28 мая 2010      | 3     | 5:00  | Киев, Украина           | Полуфинал чемпионата Восточной Европы                   |
| Победа    | 9-0    | Максим Купцов            | Удушающий прием                        | M-1 Selection 2010 — Eastern Europe Round 1     | 26 февраля 2010  | 1     | 4:03  | Санкт-Петербург, Россия | четвертьфинал чемпионата Восточной Европы               |
| Победа    | 8-0    | Маму Фаль                | Удушающий прием                        | Saturn & RusFighters — Battle Of Gladiators     | 13 февраля 2010  | 2     | 1:50  | Омск, Россия            |                                                         |
| Победа    | 7-0    | Тимур Дауренулы          | Нокаут                                 | Saturn & RusFighters — Battle Of Gladiators     | 13 февраля 2010  | 1     | 0:35  | Омск, Россия            | полуфинал чемпионата мира                               |
| Победа    | 6-0    | Маратбек Калабеков       | Раздельное решение                     | ProFC — Union Nation Cup                        | 19 декабря 2009  | 3     | 5:00  | Ростов-на-Дону, Россия  |                                                         |
| Победа    | 5-0    | Владимир Симонян         | Нокаут                                 | ProFc — Union Nation Cup 3                      | 30 октября 2009  | 1     | 0:17  | Ростов-на-Дону, Россия  |                                                         |
| Победа    | 4-0    | Кардаш Фаттахов          | Технический нокаут                     | Siberian League — Tomsk Challenge               | 02 июля 2009     | 1     | 8:40  | Томск, Россия           |                                                         |
| Победа    | 3-0    | Ислам Мамедов            | Нокаут                                 | Siberian League — Tomsk Challenge               | 02 июля 2009     | 1     | 5:34  | Томск, Россия           |                                                         |
| Победа    | 2-0    | Андрей Кошкин            | Удушающий прием                        | Siberian League — New Hopes                     | 27 апреля 2009   | 1     | 2:15  | Новокузнецк, Россия     |                                                         |
| Победа    | 1-0    | Ришат Гилмитдинов        | Удушающий приём                        | Universal Fighter                               | 12 декабря 2008  | 1     | 2:00  | Уфа, Россия             |                                                         |